# Сорочан Євгенія Григорівна
Євгенія Григорівна Сорочан (4 березня 1922, село Бегрінешть Сороцького повіту, Королівство Румунія, тепер Флорештського району, Молдова — ?, тепер Молдова) — радянська молдавська діячка, голова колгоспу «В'яца ноуе» Флорештського району Молдавської РСР. Депутат Верховної Ради Молдавської РСР 8-го скликання. Депутат Верховної ради СРСР 5—6-го скликань. Герой Соціалістичної Праці (7.03.1960).

## Життєпис
Народилася в бідній селянській родині.
З 1934 року працювала робітницею Флорештської тютюнової фабрики.
У 1944—1949 роках — бригадир, майстер цеху, начальник тарного цеху, сортувальник Флорештської тютюнової фабрики.
Член ВКП(б) з 1949 року.
У 1949—1952 роках — голова виконавчого комітету Багринештської сільської ради депутатів трудящих Флорештського району; помічник начальника політвідділу по роботі серед жінок Маркулештської машинно-тракторної станції (МТС) Флорештського району.
З 1952 року — голова колгоспу «28 червня» Флорештського району.
У 1955 році закінчила Республіканську партійну школу при ЦК КП Молдавії в місті Кишиневі.
У 1955—1968 роках — голова колгоспу «В'яца ноуе» Флорештського району Молдавської РСР.
Під керівництвом Євгенії Сорочан колгосп став передовим господарством району, рік у рік отримував добрі врожаї сільськогосподарських культур, домагаючись високої продуктивності громадського тваринництва, перевиконуючи плани продажу державі сільськогосподарської продукції.
Указом Президії Верховної Ради СРСР від 7 березня 1960 року в ознаменування 50-річчя Міжнародного жіночого дня, за видатні досягнення у праці та особливо плідну громадську діяльність Сорочан Євгенії Григорівні присвоєно звання Героя Соціалістичної Праці з врученням ордена Леніна та золотої медалі «Серп і Молот».
У 1968—1974 роках — директор племінного радгоспу «Березівський» села Березки Новоаненського району Молдавської РСР.
У 1974—1979 роках — голова «Молдплемживоб'єднання».
З 1979 року — на пенсії в Молдавській РСР.

## Нагороди
- Герой Соціалістичної Праці (7.03.1960)
- орден Леніна (7.03.1960)
- орден Жовтневої революції (8.04.1971)
- два ордени Трудового Червоного Прапора (15.02.1957; 30.04.1966)
- медалі
- Почесна грамота Президії Верховної Ради Молдавської РСР